# Danis Jenő
Danis Jenő, Danis Jenő József, névváltozat: Daniss (Nagykanizsa, 1886. március 6. – Budapest, 1963. augusztus 31.) magyar színész, rendező.

## Életútja
Apja tanár volt, anyja Danis Julianna. A színészpályát Rácz Dezső színtársulatánál kezdte Breznóbányán. Működött Szabó Ferenc, Almássy Endre, Füredi Béla, Nádassy József, Asszonyi László és Fodor Oszkár színtársulatánál. Az első világháború előtt Balassagyarmat, Ipolyság, Körmöcbánya, Nagyszombat stb. városokban, majd két évig (1915-16) Szegeden játszott. 1916-tól 1939-ig a Pécsi Nemzeti Színház tagja és főtitkára volt. Pécsett 1926 telén az ideiglenesen városi kezelésbe vett színháznak a városi tanács bizalmából igazgatója is volt. 1939–40-ben a Belvárosi Színház, 1941 és 1944 között a Madách Színház tagja volt. 1945-ben két évi eltiltást kapott az igazolóbizottságtól. Filmeken epizódszerepekben tűnt fel, hivatalnokokat és szolgákat alakított.

## Fontosabb színházi szerepei
- Jago (Shakespeare: Othello)
- Harpagon (Molière: A fösvény)
- Tiborc (Katona József: Bánk bán)
- Főnök (Babay József: Körtánc)
- Lucifer (Madách Imre: Az ember tragédiája)

## Főbb rendezései
- Szép Ernő: Aranyóra
- Herczeg Ferenc: Árva László király
- Goethe: Faust

## Filmszerepei
- Földindulás (1939) – falusi férfi
- Hazafelé (1940) – Csontos úr
- Szeressük egymást (1940) – Bende Gábor, Vera apja
- A beszélő köntös (1941) – Mollah Cselebi, árus a török piacon
- Bob herceg (1941) – Violin Péter Pál
- Az ördög nem alszik (1941) – János bácsi, kocsis
- Egy éjszaka Erdélyben (1941) – lakáj
- Lelki klinika (1941) – portás a szerkesztőségben
- Életre ítéltek! (1941) – szolga a vadászházban
- Dr. Kovács István (1941) – Baló, pedellus
- Emberek a havason (1941-42) – favágó
- Egy asszony visszanéz (1941-42) – zeneakadémiai igazgató
- Behajtani tilos! (1941-42) – rendőr
- Szép csillag (1942)
- Szíriusz (1942) – színész
- Estélyi ruha kötelező (1942) – börtöntisztviselő
- Szerelmi láz (1942) – Gábor, az Operaház portása
- Őrségváltás (1942)
- Bajtársak (1942) – pincér
- Egér a palotában (1942) – Orbán, számtantanár
- A harmincadik... (1942) – Mihály bácsi
- Pista tekintetes úr (1942) – Petrencés Gáspár
- Heten, mint a gonoszok (1942) - rendőr
- Annamária (1942) – öreg gazda
- Fekete hajnal (1942) – régi ismerős
- Szeptember végén (1942) - Mihály bácsi, szolga a grófnál
- Lejtőn (1943)
- Ragaszkodom a szerelemhez (1943) – Jeromos, inas
- Orient express (1943) – állomásfőnök
- Féltékenység (1943) – orvos
- Futótűz (1943) – Áron, Bartháék inasa
- És a vakok látnak... (1943) – Cseke Balázs munkatársa a műhelyben
- Aranypáva (1943) – nótárius
- Kettesben (1943) – csősz
- Futóhomok (1943) – pap
- Majális (1943) – Józsi, pedellus
- Fehér vonat (1943) – ezredes
- Nászinduló (1943) – Kilicsi úr, házmester
- Egy fiúnak a fele (1943-44) – tiszttartó Lujzáék birtokán
- A két Bajthay (1944) – plébános
- Kisdobos (1944, rövid)
- Ez történt Budapesten (1944) – bíró
- Szerelmes szívek / Párizsi emlék c. epizód (1944) – Duval úr, házmester
- Vihar után (1944) – ajtónálló inas a Zeneakadémián
- Az első (1944) – Józsi bácsi
- Csiki Borka tánca (1944, befejezetlen)
- Ének a búzamezőkről (1947) – pap
- Ludas Matyi (1949) – kocsmáros
- Föltámadott a tenger (1953) – székely férfi